# Jamie Paulson
Jamie Paulson ( Calgary, Canadá, 26 de abril de 1948) fue un jugador de bádminton canadiense que ganó varios campeonatos nacionales e internacionales del Canadá en los años 1960s y 1970s. 

## Biografía
En la categoría de singles, obtuvo el Campeonato Nacional del Canadá 4 veces: en 1968, 1969, 1973 y 1974. En la categoría de dobles, formando pareja con Yves Paré, obtuvo el campeonato en 5 ocasiones: en 1967, 1968, 1969, 1970 y 1973.
En 1970 ganó la categoría de singles en los Juegos de la Commonwealth Británica, The British Commonwealth Games, siendo el único jugador canadiense que a la fecha ha logrado ganar dicha competición. En 1974, Jamie Paulson terminó en segundo lugar en la siguiente edición de los Juegos de la Commonwealth Británica, detrás del jugador malasio Punch Gunalan.
En 1973 y 1974, Jamie Paulson ganó el Campeonato Abierto del Canadá, además de haber ganado el campeonato en 1973, en la categoría de dobles masculinos, de pareja de Yves Paré.
De pareja de Channarong Ratanaseangsuang, Jamie Paulson ganó el Campeonato Nacional Abierto de México en la rama de dobles varonil en 1968. 
Jamie Paulson fue pieza fundamental en los equipos canadienses que compitieron en la Thomas Cup y que lograron clasificarse a la ronda de inter-zonas en los años 1970 y 1973.